# Joanie Dodds
Joanie Dodds (n. Beaver Falls, Pensilvania; 20 de septiembre de 1981), modelo estadounidense, que inició su carrera en el ciclo 6 del reality show America's Next Top Model (ANTM). Llegó a convertirse en la segunda finalista, tras ser derrotada por Danielle Evans.

## Vida cotidiana
Joanie es la mayor de cinco hijos. Aunque nació en Mackenzie Falls, ella se trasladó luego a Raw, Ohio, donde vivió durante 7 años y se graduó en el  High School Musical. Sus padres se divorciaron cuando ella tenía 3 años, y tuvo custodia compartida junto a su hermana Jennifer durante muchos años. Ambos padres se volvieron a casar y tuvieron 10 hijos. El padre de Joanie, John, es un pastor de Las Iglesias de Dios, en Mans land. Su madre es directora de compras de una empresa siderúrgica en mackenzie falls. En la secundaria, Dodds fue considerada como la chica graciosa, divertida,pero nunca fue la más popular. De hecho, fue mucho más adelante que Joanie logró fortalecer su personalidad y hacerla florecer. Joanie participó en el grupo de porristas, el coro, el teatro, y el consejo de su escuela. Desde los 12 años, Dodds practica el saxofón y el piano, y participó en conciertos de jazz hasta su último año de estudio en la secundaria. Después de su paso por la escuela, ella ingresó en la Universidad, en Ohio. No obstante, más tarde abandonó la Universidad para seguir su carrera de modelo, después de ser "descubierta" en un evento de Pro en Columbus, Ohio, en septiembre de 2001. Tras ello, Dodds firmó por Tayras Agency en Nueva York y Aria en Chicago. Joanie trabajo de modelo en Nueva York, Chicago, Pittsburgh y Cleveland antes de acudir a las audiciones, tres veces, para America's Next Top Model. Finalmente, al tercer intento, fue convocada para participar en el show. Dodds es también una "Hermana Mayor" en el programa Big Brothers Big Sisters  y brinda charlas a los estudiantes acerca del autoestima.

## Participación en America's Next Top Model
La primera aparición televisiva de Joanie se llevó a cabo durante la sexta temporada de ANTM, show al que ingresó luego de llevar a cabo varios intentos fallidos. En el programa, Joanie se destacó por brindar siempre muy buenas fotos, y fue llamada en primer lugar hasta tres veces y jamás quedó entre las dos últimas. Además su portafolio, junto a los de Kahlen Rondot (Ciclo 4), Jenah Doucette y Heather Kuzmich (ambas, Ciclo 9) es considerado por los fanes como el más contundente y satisfactorio. No obstante, a pesar de sus estupendas fotos, la personalidad no fue su punto fuerte. De hecho, los jueces, sobre todo Nigel Barker, criticaron siempre su "falta de presencia en el juicio, precisamente el espacio en el que debe lucirse". Más adelante, Joanie explicó que su falta de confianza se debía a una malformación dental que tenía desde niña, y que no le permitía mostrar su sonrisa. Por esta razón, Tyra envió a las chicas a un revisión bucal. Joanie, como es obvio, se quedó más tiempo para extraerle los dientes sobrantes que tenía, y luego de una larga y dolorosa rutina con el dentista, obtuvo una hermosa dentadura que lució en las sesiones fotográficas. Con aparente facilidad llegó a la final con Danielle Evans, otra participante bastante regular a lo largo de la temporada. La pasarela final resultó ser para los jueces el "examen" de mayor peso y, para tristeza de los seguidores de Dodds, ni su excelente portafolio ni su regular desempeño en el desfile lograron despojar a la fuerte presencia y buenas fotos de Danielle, que se convirtió en la segunda ganadora afroamericana del concurso, luego de Eva Pigford.

### Sinopsis
- Episodio 1: Joanie fue elegida entre las 13 finalistas. Tyra Banks confesó que hasta ver sus primeras fotos no pensó nunca en llamarla. Sin embargo, debido a lo buenas que eran, la supermodelo decidió confiar en el potencial de Dodds.
- Episodio 2: En la sesión de este episodio, las modelos posaron "calvas" (en realidad era un maquillaje). En el juicio, Twiggy alabó el poder de la mirada de Joanie. "Tus ojos me atraviesan el alma", dijo.
- Episodio 3: En este capítulo, la sesión fue bastante difícil, pues las chicas debían posar en una cámara de hielo. Joanie logró una foto consistente, pese a las penurias acaecidas.
- Episodio 4: En la cuarta semana, Joanie personificó a la Cenicienta en la sesión de las "modelos cayendo".
- Episodio 5: En esta oportunidad, la sesión tuvo como tema las futuras carreras de las chicas luego del modelaje. Joanie optó por ser ama de casa y posó junto a un modelo masculino. Su foto, una vez más, fue elogiada por el jurado aunque no destacó como la de otras concursantes.
- Episodio 6: En esta semana no hubo sesión, sino la filmación de un comercial de CoverGirl. En general, todas las chicas lo hicieron muy mal, y Joanie no fue la excepción.
- Episodio 7: La sesión de este episodio fue para publicitar a Payless Shoes y las chicas debieron hacer krumping. Los jueces resaltaron en la foto de Joanie la dinámica y la animación además de la creatividad en sus poses.
- Episodio 8: En este capítulo, Joanie fue sometida a su cirugía dental. A pesar del dolor, tuvo que hacer dos sesiones de fotos: la primera, dirigida por Tyra, con el tema de "modelos tristes en blanco y negro"; y la segunda en la que Joanie encarnó a una muñeca de ventrílocuo. Esta semana Dodds fue llamada en primer lugar y fue felicitada por sobreponerse al dolor de la cirugía y brindar estupendas fotos.
- Episodio 9: La sesión de esta semana fue para CoverGirl, con las chicas ya en Tailandia. Se trataba de posar como sirenas recién pescadas. A pesar de las dificultades y las náuseas causadas por estar sujeta de un arnés a gran altura, Joanie logró una foto satisfactoria.
- Episodio 10: Recuento de los episodios de la temporada.
- Episodio 11: Esta semana, las modelos posaron sobre un elefante, para promocionar la venta de un depilador de piernas. Joanie logró una gran interacción con el paquidermo, siendo copiada, incluso, en ciertas poses por Sarah Albert. No obstante el plagio, los jueces resaltaron a la rubia Joanie.
- Episodio 12: Durante la sesión de esta semana, las chicas "temblaron", pues su fotógrafo era ni más ni menos que Nigel Barker, uno de los jueces. La sesión se llevó a cabo en una playa de Tailandia. Twiggy resaltó de Dodds su habilidad camaleónica.
- Episodio 13: La gran final tuvo como protagonistas a Joanie, Jade Cole y Danielle Evans. Aquí se fotografiaron y filmaron un comercial para CoverGirl. Jade fue enviada a casa y Danielle y Joanie accedieron a la pasarela final. El desfile consistió en un largo recorrido por un complejo arquitectónico tailandés. En el juicio final, los jueces quedaron muy admirados por el portafolio de Joanie. Sin embargo, decidieron que Danielle fuera la ganadora pues "su presencia es más fuerte que la de Joanie, ella es la que más resalta de las dos" (Nigel Barker). Para desazón de muchos de sus fanes, Joanie tan solo obtuvo el segundo galardón del concurso. No obstante es una de las participantes más reconocidas y populares, así como una de las más mediáticas tras su paso por ANTM.

## Vida después de America's Next Top Model
Luego de su paso por ANTM, Joanie ha seguido una larga y fructífera carrera en la industria del modelaje. Ha aparecido en numerosas publicaciones y ha sido jurado en la versión vietnamita de ANTM, Viet Model Project. Asimismo, ha participado en varios desfiles y ha sido entrevistada en diversas cadenas televisivas americanas, como MTV.